# Dix (Nebraska)
Dix – wieś w Stanach Zjednoczonych, w stanie Nebraska, w hrabstwie Kimball.